# كارول كليفلاند
كارول كليفلاند (بالإنجليزية: Carol Cleveland)‏ (و. 1942 – م) هي ممثلة، وممثلة هزلية، من المملكة المتحدة.

## التعليم
تعلمت في الأكاديمية الملكية للفنون المسرحية، في تخصص تمثيل.

## وصلات خارجية
- كارول كليفلاند على موقع IMDb (الإنجليزية)
- كارول كليفلاند على موقع ألو سيني (الفرنسية)
- كارول كليفلاند على موقع ميوزك برينز (الإنجليزية)
- كارول كليفلاند على موقع أول موفي (الإنجليزية)
- كارول كليفلاند على موقع قاعدة بيانات الأفلام السويدية (السويدية)
- كارول كليفلاند على موقع إن إن دي بي (الإنجليزية)
- كارول كليفلاند على موقع ديسكوغز (الإنجليزية)
- كارول كليفلاند على موقع قاعدة بيانات الفيلم (الإنجليزية)
- كارول كليفلاند على موقع كينوبويسك (الروسية)